# Peek-a-Boo (Siouxsie and the Banshees)
Peek-a-Boo è un singolo del gruppo musicale inglese Siouxsie and the Banshees, pubblicato il 18 luglio 1988  come primo estratto dall'album Peepshow.

## Il disco
Il suono particolare della canzone è dovuto alla sua registrazione sperimentale che si basa su di un campionatore. Il brano è stato costruito su un loop al contrario di una parte di ottoni con tamburi che il gruppo aveva arrangiato un anno prima per la cover Gun di John Cale. La band ha selezionato diverse parti di quel nastro quando suona all'indietro, li ha modificati e ri-registrati su di esso, aggiungendo una melodia diversa con più fisarmonica, un basso a sola nota e chitarra discordante. Il batterista Budgie ha anche aggiunto un altro ritmo. Una volta che le parti strumentali sono state finite, Siouxsie ha cantato i testi sopra di esso. La traccia lirica è stata ulteriormente manipolata con l'uso di un microfono diverso di Siouxsie per ogni verso della canzone. Il gruppo ha impiegato un anno per arrivare a questo risultato. Inizialmente è stata composta per diventare una traccia in più per il singolo The Passenger del 1987, ma la band si è resa conto che la canzone era troppo bella per essere relegata allo status di lato B e meritava una migliore esposizione.
Peek-a-Boo è uno dei singoli più riconoscibili e popolari di Siouxsie and the Banshees; è stato anche il primo ingresso del gruppo nella Billboard Hot 100, raggiungendo il nº 53 nella settimana del 3 dicembre. La canzone era molto popolare sulle radio di rock alternativo e ha ricevuto una forte rotazione su MTV. Nel settembre 1988, sulla rivista Billboard ha esordito una nuova classifica di canzoni alternative, che misura la messa in onda di rock moderno sulle stazioni americane; Peek-a-Boo è stata la prima numero 1 della classifica. Nel Regno Unito, Peek-a-Boo è diventato il loro quinto top 20, con un picco al nº 16 nella classifica britannica.
Una piccola controversia è seguita dopo la pubblicazione del singolo, come la coda al coro ("...Golly jeepers/Where'd you get those weepers?/Peepshow, creepshow/Where did you get those eyes?...") sono stati trovati troppo simili ai testi della canzone Jeepers Creepers del 1938. Per porre rimedio alla situazione ed evitare azioni legali, la band ha dato credito come co-parolieri di Peek-a-Boo a Harry Warren e Johnny Mercer.

### Nei media
Il video musicale è stato scelto da The Chart Show come il loro "Miglior video dell'anno" per il 1988. Durante l'episodio "Banca del seme" di Beavis and Butt-head, Beavis ha notato mentre guarda il video che "questa è musica per le persone che non hanno amici, perché la gente ti pianta quando sente il brano". Peek-a-Boo è stata una cover dell'artista australiana Bertie Blackman nel 2010. Il brano è stato reso disponibile come contenuto scaricabile per la piattaforma di Rock Band il 20 aprile 2010. È stato utilizzato anche nel film Jeepers Creepers - Il canto del diavolo del 2001, suonando alla radio in una macchina della polizia.

## Tracce
Testi di Sioux, musiche di Siouxsie and the Banshees.

### 7"
Lato A
1. Peek-a-Boo - 3:13

Lato B
1. False Face - 2:42

### 12"
Lato A
1. Peek-a-Boo (Big Spender Mix) - 6:11

Lato B
1. Catwalk - 4:57
2. False Face - 2:45

### 12" (Silver Dollar Mix)
Lato A
1. Peek-a-Boo (Silver Dollar Mix) ° - 8:15

Lato B
1. Peek-a-Boo (Stockhausen & Waterphone Mix) Inst.° - 6:04
2. False Face - 2:44

### CD
1. Peek-a-Boo - 3:13
2. False Face - 2:45
3. Catwalk - 4:57
4. Peek-a-Boo (Big Spender Mix) - 6:11

### Musicassetta
Lato 1 e Lato 2
1. Peek-a-Boo
2. False Face
3. Catwalk
4. Peek-a-Boo (Big Spender Mix)

° (Remixato da Roland B.B. Deth).

## Formazione
- Siouxsie Sioux - voce
- Jon Klein - chitarre
- Steven Severin - basso
- Martin McCarrick - tastiere, fisarmonica
- Budgie - batteria, percussioni, armonica a bocca, scacciapensieri

## Classifiche
| Classifica (1988)         | Massima posizione |
| ------------------------- | ----------------- |
| Irlanda                   | 18                |
| Regno Unito               | 16                |
| Stati Uniti               | 53                |
| Stati Uniti (alternative) | 1                 |
| Stati Uniti (dance)       | 14                |